# Mount Christi
Mount Christi är ett berg i Antarktis. Det ligger i Sydshetlandsöarna. Argentina, Chile och Storbritannien gör anspråk på området. Toppen på Mount Christi är 2 055 meter över havet, eller 51 meter över den omgivande terrängen. Bredden vid basen är 0,58 km. Mount Christi ingår i Imeon Range.
Terrängen runt Mount Christi är bergig åt sydväst, men åt nordost är den kuperad. Havet är nära Christi åt nordost. Trakten är obefolkad. Det finns inga samhällen i närheten. 